# 世界でいちばん虚無な場所
『世界でいちばん虚無な場所 旅行に幻滅した人のためのガイドブック』（Sad Topographies : A Disenchanted Travellers' Guide）は2017年に発表されたダミアン・ラッドの旅行ガイドブック。日本語訳は2020年に柏書房から菅野楽章により出版されている。
現代美術家でもある著者のダミアン・ラッドはInstagramにて世界中の「悲しい地名」を紹介しており、書籍版である本書はそれぞれの地名の背景などについて解説している。作者のダミアン・ラッド自身は旅行嫌いであり、掲載されている地名には一切訪れたことはないという。

## 紹介されている地名
- 幻惑島  南極 デセプション島
- 世界の終わり 　 アメリカ カリフォルニア州エンド・オブ・ザ・ワールド(End of the World)
- 悲哀諸島 　 カナダ ブリティッシュコロンビア州ソロー諸島(Sorrow Islands)
- どこにも行かない道 　 カナダ ヌナブト準州ロード・トゥ・ノーウェア(Road to Nowhere）
- 絶望山 　 オーストラリア 南オーストラリア州ホープレス山（英語版）
- 無 　 アメリカ アリゾナ州ナッシング（英語版）
- 望薄島 　 カナダ ノヴァスコシア州リトル・ホープ島(Little Hope Island)Inexpressible Island
- 世界の終わり  イギリス ロンドンワールズ・エンド（英語版）
- 死の島 　 オーストラリア タスマニア州デス島（英語版）
- 破滅町 　 アメリカ ネヴァダ州ドゥーム・タウン(Doom Town）
- 黙示峰  南極 アポカリプス峰（英語版）
- 表現不能島  南極 イネクスプレシブル島（英語版）
- 孤独町 　 アメリカ ニューヨーク州ロンリーヴィル（英語版）
- ユートピア 　 アメリカ オハイオ州ユートピア（英語版）
- 残酷岬 　 オーストラリア タスマニア州グリム岬（英語版）
- 虐殺島 　 カナダ オンタリオ州マサカー島（英語版）
- 悲惨 　 ドイツ ザクセン＝アンハルト州エーレント（英語版）
- 場所無し 　 イギリス ダラム州ノー・プレイス（英語版）
- 失望島  ニュージーランド オークランド諸島ディサポイントメント島
- 自殺森  日本 山梨県青木ヶ原
- 飢餓港 　 チリ パタゴニアプエルト・デル・アンブレ（英語版）
- 暗黒湖 　 カナダ オンタリオ州ダークネス湖(Darkness Lake)
- 死 　 フィンランド アラヤルヴィクオレマ（フィンランド語版）